# Discocarpus spruceanus
Discocarpus spruceanus är en emblikaväxtart som beskrevs av Johannes Müller Argoviensis. Discocarpus spruceanus ingår i släktet Discocarpus och familjen emblikaväxter. Inga underarter finns listade i Catalogue of Life.